# Atsiz ibn Abaq
Pour les articles homonymes, voir Atsiz.
Atsiz ben Aûq al-Khwarizmî est un général turkmène originaire du Khwarezm qui fut au service des sultans seldjoukides. Il meurt exécuté par Tutuş en 1078.

## Biographie
En 1071, Atsiz est un des généraux de Malik Shah fils du sultan seldjoukide Alp Arslan. Il enlève Ramleh puis Jérusalem au calife fatimide Al-Mustansîr Billâh et rétablit la khotba au nom du calife abbasside Al-Muqtadi nouvellement arrivé sur le trône califal. Le siège de Jérusalem est long et la population de la ville souffre de la faim. Le gouverneur de la ville d'origine turque sort négocier avec Atsiz. Atsiz entre dans la ville et fait publier un édit interdisant le pillage. Sa seule exigence que la prière soit dite au nom du calife abbasside est respectée. Il poursuit Al-Mustansîr jusqu'aux portes du Caire. Il est repoussé par la population du Caire aidée par la garde du calife. Le chemin du retour d'Atsiz en Syrie est parsemé de meurtres et de pillages. Il fait égorger le juge et des notables de Jérusalem. Cette exécution est suivie du massacre de 3 000 de ses habitants.
En 1072, Malik Shah succède à son père comme sultan seldjoukide.
En 1076, Atsiz continue ses campagnes en Syrie et au Liban. Il prend Damas, Baniyas dans le Golan et Joppé. Atsiz campe sous les murs de Tyr et de Tripoli. Les habitants concluent un traité qui autorise les Oghouzes à y venir commercer mais sans pouvoir y séjourner. Ce traité prévoit aussi qu'on continue de dire la prière du vendredi au nom du calife fatimide Al-Mustansîr.
En 1077, réprimant une rébellion contre les Seldjoukides, il s'empare de Gaza et détruit complètement la ville. La population n'a été renouvelée qu'après deux générations. 
En 1078, Atsiz est assiégé dans Damas par les armées fatimides. Il appelle à son secours Tutuş, frère de Malik Shah, qui est en train de faire le siège d'Alep. À l'approche de Tutuş les Fatimides se retirent. Atsiz reçoit Tutuş aux portes de Damas. Tutuş qui vient pour conquérir Damas à son profit prétend qu'Atsiz aurait dû aller à sa rencontre pour lui faire honneur plutôt que de l'attendre aux portes de la ville. Il le fait arrêter et exécuter. Tutuş se proclame sultan de Syrie et fonde une éphémère dynastie qui régnera à Damas jusqu'en 1117 et à Alep jusqu'en 1104.